# Lijst van Nederlandse staatssecretarissen
Een staatssecretaris is in Nederland een politieke functionaris binnen het landsbestuur.
Het ambt bestaat sinds 1948. Hieronder een overzicht van alle (voormalige) staatssecretarissen.
| Staatssecretaris                          | Partij       | Periode                                                                                                   | Departement                                                                                     |
| ----------------------------------------- | ------------ | --- | ----------------------------------------------------------------------------------------------- |
| A. Aboutaleb                              | PvdA         | kabinet-Balkenende IV                                                                                     | Sociale Zaken en Werkgelegenheid                                                                |
| N. Achahbar                               | NSC          | kabinet-Schoof                                                                                            | Financiën                                                                                       |
| K.Y.I.J. Adelmund                         | PvdA         | kabinet-Kok II                                                                                            | Onderwijs, Cultuur en Wetenschap(pen)                                                           |
| N. Albayrak                               | PvdA         | kabinet-Balkenende IV                                                                                     | Justitie                                                                                        |
| M.J.J. van Amelsvoort                     | CDA          | kabinet-Van Agt I kabinet-Lubbers I kabinet-Lubbers III                                                   | Financiën Binnenlandse Zaken Financiën                                                          |
| H. d'Ancona                               | PvdA         | kabinet-Van Agt II                                                                                        | Sociale Zaken en Werkgelegenheid                                                                |
| A.M.A. van Ardenne-van der Hoeven         | CDA          | kabinet-Balkenende I                                                                                      | Buitenlandse Zaken                                                                              |
| T. van Ark                                | VVD          | kabinet-Rutte III                                                                                         | Sociale Zaken en Werkgelegenheid                                                                |
| J.J. Atsma                                | CDA          | kabinet-Rutte I                                                                                           | Infrastructuur en Milieu                                                                        |
| J.A. Bakker                               | ARP          | kabinet-Marijnen kabinet-Cals                                                                             | Economische Zaken                                                                               |
| A.J.H. Bartels                            | KVP          | kabinet-Marijnen kabinet-Cals kabinet-Zijlstra                                                            | Sociale Zaken en Volksgezondheid                                                                |
| D.A. Benschop                             | PvdA         | kabinet-Kok II                                                                                            | Buitenlandse Zaken                                                                              |
| W.H. van den Berge                        | (partijloos) | kabinet-Drees II kabinet-De Quay kabinet-Marijnen                                                         | Financiën                                                                                       |
| E.H. van der Beugel                       | PvdA         | kabinet-Drees III                                                                                         | Buitenlandse Zaken                                                                              |
| K.H. Beyen                                | VVD          | kabinet-Van Agt I                                                                                         | Economische Zaken                                                                               |
| A. Bijleveld                              | CDA          | kabinet-Balkenende IV                                                                                     | Binnenlandse Zaken                                                                              |
| R.R.Ph. Bijlhout                          | LPF          | kabinet-Balkenende I                                                                                      | Sociale Zaken en Werkgelegenheid                                                                |
| M. van Bijsterveldt                       | CDA          | kabinet-Balkenende IV                                                                                     | Onderwijs                                                                                       |
| H. Bleker                                 | CDA          | kabinet-Rutte I                                                                                           | Economische Zaken, Landbouw en Innovatie                                                        |
| L. de Block                               | KVP          | kabinet-Marijnen kabinet-Cals kabinet-Zijlstra                                                            | Buitenlandse Zaken                                                                              |
| P. Blokhuis                               | CU           | kabinet-Rutte III                                                                                         | Volksgezondheid, Welzijn en Sport                                                               |
| N.S. Blom                                 | (partijloos) | kabinet-Drees-Van Schaik kabinet-Drees I                                                                  | Buitenlandse Zaken                                                                              |
| H.A. de Boer                              | CDA          | kabinet-Van Agt II                                                                                        | Cultuur, Recreatie en Maatschappelijk Werk                                                      |
| F. Bolkestein                             | VVD          | kabinet-Lubbers I                                                                                         | Economische Zaken                                                                               |
| J.J.F. Borghouts                          | KVP          | kabinet-Cals                                                                                              | Defensie                                                                                        |
| W.J. Bos                                  | PvdA         | kabinet-Kok II                                                                                            | Financiën                                                                                       |
| Th.H. Bot                                 | KVP          | kabinet-De Quay                                                                                           | Binnenlandse Zaken                                                                              |
| L.J. Brinkhorst                           | D66          | kabinet-Den Uyl                                                                                           | Buitenlandse Zaken                                                                              |
| H. van den Broek                          | CDA          | kabinet-Van Agt II kabinet-Van Agt III                                                                    | Buitenlandse Zaken                                                                              |
| A. Broekers-Knol                          | VVD          | kabinet-Rutte III                                                                                         | Justitie en Veiligheid                                                                          |
| G.Ph. Brokx                               | CDA          | kabinet-Van Agt I kabinet-Lubbers I kabinet-Lubbers II                                                    | Volkshuisvesting en Ruimtelijke Ordening Volkshuisvesting, Ruimtelijke Ordening en Milieubeheer |
| B.J. Bruins                               | VVD          | kabinet-Balkenende III                                                                                    | Onderwijs, Cultuur en Wetenschap(pen)                                                           |
| K.W. Buck                                 | KVP          | kabinet-Biesheuvel I kabinet-Biesheuvel II                                                                | Volkshuisvesting en Ruimtelijke Ordening                                                        |
| P. Bukman                                 | CDA          | kabinet-Lubbers III                                                                                       | Economische Zaken                                                                               |
| E. van der Burg                           | VVD          | kabinet-Rutte IV                                                                                          | Justitie en Veiligheid                                                                          |
| J. Bussemaker                             | PvdA         | kabinet-Balkenende IV                                                                                     | Volksgezondheid, Welzijn en Sport                                                               |
| M.R.H. Calmeyer                           | CHU          | kabinet-De Quay                                                                                           | Defensie                                                                                        |
| J.M.L.Th. Cals                            | KVP          | kabinet-Drees-Van Schaik kabinet-Drees I                                                                  | Onderwijs, Kunsten en Wetenschappen                                                             |
| I. Coenradie                              | PVV          | kabinet-Schoof                                                                                            | Justitie en Veiligheid                                                                          |
| M.J. Cohen                                | PvdA         | kabinet-Lubbers III kabinet-Kok II                                                                        | Onderwijs en Wetenschappen Justitie                                                             |
| C.I. Dales                                | PvdA         | kabinet-Van Agt II                                                                                        | Sociale Zaken en Werkgelegenheid                                                                |
| M.H.P. van Dam                            | PvdA         | kabinet-Rutte II                                                                                          | Economische Zaken                                                                               |
| M.P.A. van Dam                            | PvdA         | kabinet-Den Uyl                                                                                           | Volkshuisvesting en Ruimtelijke Ordening                                                        |
| P. Dankert                                | PvdA         | kabinet-Lubbers III                                                                                       | Buitenlandse Zaken                                                                              |
| D.J.D. Dees                               | VVD          | kabinet-Lubbers II                                                                                        | Welzijn, Volksgezondheid en Cultuur                                                             |
| W.J. Deetman                              | CDA          | kabinet-Van Agt II                                                                                        | Onderwijs en Wetenschappen                                                                      |
| I.N.Th. Diepenhorst                       | CHU          | kabinet-Marijnen                                                                                          | Buitenlandse Zaken                                                                              |
| S. Dijksma                                | PvdA         | kabinet-Balkenende IV kabinet-Rutte II                                                                    | Onderwijs Economische Zaken Infrastructuur en Milieu                                            |
| W. Dik                                    | D66          | kabinet-Van Agt II kabinet-Van Agt III                                                                    | Economische Zaken                                                                               |
| J.C.Th. van der Doef                      | PvdA         | kabinet-Van Agt II                                                                                        | Verkeer en Waterstaat                                                                           |
| A. van Dok-van Weele                      | PvdA         | kabinet-Kok I                                                                                             | Economische Zaken                                                                               |
| A.E.M. Duynstee                           | KVP          | kabinet-De Jong                                                                                           | Defensie                                                                                        |
| K.H.D.M. Dijkhoff                         | VVD          | kabinet-Rutte II                                                                                          | Veiligheid en Justitie                                                                          |
| W.F. van Eekelen                          | VVD          | kabinet-Van Agt I kabinet-Lubbers I                                                                       | Defensie Buitenlandse Zaken                                                                     |
| C. Egas                                   | PvdA         | kabinet-Cals                                                                                              | Cultuur, Recreatie en Maatschappelijk Werk                                                      |
| S.R.A. van Eijck                          | LPF          | kabinet-Balkenende I                                                                                      | Financiën                                                                                       |
| A. van Es                                 | ARP          | kabinet-Marijnen kabinet-Cals kabinet-Zijlstra kabinet-De Jong kabinet-Biesheuvel I kabinet-Biesheuvel II | Defensie                                                                                        |
| A.J. Evenhuis                             | VVD          | kabinet-Lubbers II                                                                                        | Economische Zaken                                                                               |
| G.H. Faber                                | PvdA         | kabinet-Kok II                                                                                            | Landbouw, Natuurbeheer en Visserij                                                              |
| W.H. Fockema Andreae                      | VVD          | kabinet-Drees-Van Schaik                                                                                  | Oorlog                                                                                          |
| A.B.M. Frinking                           | CDA          | kabinet-Lubbers III                                                                                       | Defensie                                                                                        |
| J.D. Gabor                                | CDA          | kabinet-Lubbers III                                                                                       | Landbouw, Natuurbeheer en Visserij                                                              |
| P.L.B.A. van Geel                         | CDA          | kabinet-Balkenende I kabinet-Balkenende II kabinet-Balkenende III                                         | Volkshuisvesting, Ruimtelijke Ordening en Milieubeheer                                          |
| C.E.G. van Gennip                         | CDA          | kabinet-Balkenende II kabinet-Balkenende III                                                              | Economische Zaken                                                                               |
| F.J.W. Gijzels                            | KVP          | kabinet-De Quay                                                                                           | Economische Zaken                                                                               |
| N.J. Ginjaar-Maas                         | VVD          | kabinet-Lubbers I kabinet-Lubbers II                                                                      | Onderwijs en Wetenschappen                                                                      |
| J.F. Glastra van Loon                     | D66          | kabinet-Den Uyl                                                                                           | Justitie                                                                                        |
| J.Ch. Gmelich Meijling                    | VVD          | kabinet-Kok I                                                                                             | Defensie                                                                                        |
| A. de Goede                               | D66          | kabinet-Den Uyl                                                                                           | Financiën                                                                                       |
| L. Götzen                                 | ARP          | kabinet-Drees I                                                                                           | Uniezaken en Overzeese Rijksdelen                                                               |
| L. de Graaf                               | CDA          | kabinet-Van Agt I kabinet-Lubbers I kabinet-Lubbers II                                                    | Sociale Zaken Sociale Zaken en Werkgelegenheid                                                  |
| D.IJ.W. de Graaff-Nauta                   | CDA          | kabinet-Lubbers II kabinet-Lubbers III                                                                    | Binnenlandse Zaken                                                                              |
| F.Q. Gräper-van Koolwijk                  | D66          | Kabinet-Rutte IV                                                                                          | Onderwijs, Cultuur en Wetenschap                                                                |
| F.H.M. Grapperhaus                        | KVP          | kabinet-De Jong                                                                                           | Financiën                                                                                       |
| F.H.G. de Grave                           | VVD          | kabinet-Kok I                                                                                             | Sociale Zaken en Werkgelegenheid                                                                |
| W.Ch.L. van der Grinten                   | KVP          | kabinet-Drees-Van Schaik                                                                                  | Economische Zaken                                                                               |
| J.H. Grosheide                            | ARP          | kabinet-Marijnen kabinet-Cals kabinet-Zijlstra kabinet-De Jong kabinet-Biesheuvel I kabinet-Biesheuvel II | Onderwijs, Kunsten en Wetenschappen Onderwijs en Wetenschappen Justitie                         |
| E.A. Haars                                | CDA          | kabinet-Van Agt I                                                                                         | Justitie                                                                                        |
| J.C.E. Haex                               | CHU          | kabinet-Marijnen kabinet-De Jong                                                                          | Defensie                                                                                        |
| M.G.J. Harbers                            | VVD          | kabinet-Rutte III                                                                                         | Justitie en Veiligheid                                                                          |
| Th.M. Hazekamp                            | KVP, CDA     | kabinet-Den Uyl kabinet-Van Agt I                                                                         | Economische Zaken                                                                               |
| F. Heemskerk                              | PvdA         | kabinet-Balkenende IV                                                                                     | Economische Zaken                                                                               |
| E. Heerma                                 | CDA          | kabinet-Lubbers II kabinet-Lubbers III                                                                    | Economische Zaken Volkshuisvesting, Ruimtelijke Ordening en Milieubeheer                        |
| V.L.W.A. Heijnen                          | CDA          | kabinet-Rutte IV                                                                                          | Infrastructuur en Waterstaat                                                                    |
| J.P.M. Hendriks                           | KVP          | kabinet-Den Uyl                                                                                           | Volksgezondheid en Milieuhygiëne                                                                |
| A.J. Hermes                               | CDA          | kabinet-Van Agt I kabinet-Van Agt II kabinet-Van Agt III                                                  | Onderwijs en Wetenschappen                                                                      |
| R.H. Hessing                              | LPF          | kabinet-Balkenende I                                                                                      | Binnenlandse Zaken en Koninkrijksrelaties                                                       |
| W.L.G.S. Hoefnagels                       | KVP          | kabinet-Cals                                                                                              | Financiën                                                                                       |
| W.K. Hoekzema                             | VVD          | kabinet-Lubbers I                                                                                         | Defensie                                                                                        |
| H.A.L. van Hoof                           | VVD          | kabinet-Kok II kabinet-Balkenende II kabinet-Balkenende III                                               | Defensie Sociale Zaken en Werkgelegenheid                                                       |
| J.F. Hoogervorst                          | VVD          | kabinet-Kok II                                                                                            | Sociale Zaken en Werkgelegenheid                                                                |
| R.G.A. Höppener                           | KVP          | kabinet-Drees III kabinet-Beel II                                                                         | Onderwijs, Kunsten en Wetenschappen                                                             |
| H.R. van Houten                           | VVD          | kabinet-De Quay                                                                                           | Buitenlandse Zaken                                                                              |
| J. van Houwelingen                        | CDA          | kabinet-Van Agt II kabinet-Van Agt III kabinet-Lubbers I kabinet-Lubbers II                               | Defensie                                                                                        |
| A.C. van Huffelen                         | D66          | kabinet-Rutte III kabinet-Rutte IV                                                                        | Financiën Binnenlandse Zaken en Koninkrijksrelaties                                             |
| T. Huizinga                               | CU           | kabinet-Balkenende IV                                                                                     | Verkeer en Waterstaat                                                                           |
| M.H.M. van Hulten                         | PPR          | kabinet-Den Uyl                                                                                           | Verkeer en Waterstaat                                                                           |
| F.L. Idsinga                              | NSC          | kabinet-Schoof                                                                                            | Financiën                                                                                       |
| J.K. de Jager                             | CDA          | kabinet-Balkenende IV                                                                                     | Financiën                                                                                       |
| C.A. Jansen                               | PVV          | kabinet-Schoof                                                                                            | Infrastructuur en Waterstaat                                                                    |
| H.H. Janssen                              | KVP          | kabinet-De Quay                                                                                           | Onderwijs, Kunsten en Wetenschappen                                                             |
| P.J.S. de Jong                            | KVP          | kabinet-De Quay                                                                                           | Defensie                                                                                        |
| S. de Jong                                | PvdA         | kabinet-Van Agt II                                                                                        | Volkshuisvesting en Ruimtelijke Ordening                                                        |
| K. de Jong Ozn.                           | ARP, CDA     | kabinet-Den Uyl kabinet-Van Agt I                                                                         | Onderwijs en Wetenschappen                                                                      |
| N.A. Kalsbeek                             | PvdA         | kabinet-Kok II                                                                                            | Justitie                                                                                        |
| A. Kappeyne van de Coppello               | VVD          | kabinet-Lubbers I                                                                                         | Sociale Zaken en Werkgelegenheid                                                                |
| V.P.G. Karremans                          | VVD          | kabinet-Schoof                                                                                            | Volksgezondheid, Welzijn en Sport                                                               |
| M.C.G. Keijzer                            | CDA          | kabinet-Rutte III                                                                                         | Economische Zaken en Klimaat                                                                    |
| M.J. Keyzer                               | VVD          | kabinet-Marijnen kabinet-De Jong                                                                          | Verkeer en Waterstaat                                                                           |
| G. Klein                                  | PvdA         | kabinet-Den Uyl                                                                                           | Onderwijs en Wetenschappen                                                                      |
| J. Klijnsma                               | PvdA         | kabinet-Balkenende IV kabinet-Rutte II                                                                    | Sociale Zaken en Werkgelegenheid                                                                |
| C. van der Knaap                          | CDA          | kabinet-Balkenende I kabinet-Balkenende II kabinet-Balkenende III kabinet-Balkenende IV                   | Defensie                                                                                        |
| H.P.M. Knapen                             | CDA          | kabinet-Rutte I                                                                                           | Buitenlandse Zaken                                                                              |
| R.W. Knops                                | CDA          | kabinet-Rutte III                                                                                         | Binnenlandse Zaken en Koninkrijksrelaties                                                       |
| J. Kohnstamm                              | D66          | kabinet-Kok I                                                                                             | Binnenlandse Zaken                                                                              |
| J.C. Kombrink                             | PvdA         | kabinet-Van Agt II                                                                                        | Financiën                                                                                       |
| H.E. Koning                               | VVD          | kabinet-Van Agt I kabinet-Lubbers I kabinet-Lubbers II                                                    | Binnenlandse Zaken Financiën                                                                    |
| P.H. Kooijmans                            | ARP          | kabinet-Den Uyl                                                                                           | Buitenlandse Zaken                                                                              |
| V.N.M. Korte-van Hemel                    | CDA          | kabinet-Lubbers I kabinet-Lubbers II                                                                      | Justitie                                                                                        |
| H.J. de Koster                            | VVD          | kabinet-De Jong                                                                                           | Buitenlandse Zaken                                                                              |
| A. Kosto                                  | PvdA         | kabinet-Lubbers III                                                                                       | Justitie                                                                                        |
| J.G. Kraaijeveld-Wouters                  | CDA          | kabinet-Van Agt I                                                                                         | Cultuur, Recreatie en Maatschappelijk Werk                                                      |
| F.J. Kranenburg                           | PvdA         | kabinet-Drees I kabinet-Drees II kabinet-Drees III                                                        | Oorlog                                                                                          |
| P. de Krom                                | VVD          | kabinet-Rutte I                                                                                           | Sociale Zaken en Werkgelegenheid                                                                |
| N. Kroes                                  | VVD          | kabinet-Van Agt I                                                                                         | Verkeer en Waterstaat                                                                           |
| R.J.H. Kruisinga                          | CHU          | kabinet-De Jong kabinet-Biesheuvel I kabinet-Biesheuvel II                                                | Sociale Zaken en Volksgezondheid Verkeer en Waterstaat                                          |
| M.C. van der Laan                         | D66          | kabinet-Balkenende II                                                                                     | Onderwijs, Cultuur en Wetenschap(pen)                                                           |
| L.J.M. van de Laar                        | KVP          | kabinet-Marijnen                                                                                          | Onderwijs, Kunsten en Wetenschappen                                                             |
| J.J. Lambers-Hacquebard                   | D66          | kabinet-Van Agt II kabinet-Van Agt III                                                                    | Volksgezondheid en Milieuhygiëne                                                                |
| C.H.J. van Leeuwen                        | LPF          | kabinet-Balkenende I                                                                                      | Onderwijs, Cultuur en Wetenschap(pen)                                                           |
| G. van Leijenhorst                        | CDA          | kabinet-Van Agt II kabinet-Van Agt III kabinet-Lubbers I                                                  | Binnenlandse Zaken Onderwijs en Wetenschappen                                                   |
| C.L.J. van Lent                           | KVP, CDA     | kabinet-Den Uyl kabinet-Van Agt I                                                                         | Defensie                                                                                        |
| P.R.H.M. van der Linden                   | CDA          | kabinet-Lubbers II                                                                                        | Buitenlandse Zaken                                                                              |
| R.L.O. Linschoten                         | VVD          | kabinet-Kok I                                                                                             | Sociale Zaken en Werkgelegenheid                                                                |
| C.A. van der Maat                         | VVD          | kabinet-Rutte IV                                                                                          | Defensie / Justitie en Veiligheid (inval)                                                       |
| V. Maeijer                                | PVV          | kabinet-Schoof                                                                                            | Volksgezondheid, Welzijn en Sport                                                               |
| W.J. Mansveld                             | PvdA         | kabinet-Rutte II                                                                                          | Infrastructuur en Milieu                                                                        |
| E. van Marum                              | BBB          | kabinet-Schoof                                                                                            | Binnenlandse Zaken en Koninkrijksrelaties                                                       |
| D.F. van der Mei                          | CDA          | kabinet-Van Agt I                                                                                         | Buitenlandse Zaken                                                                              |
| J.F.G.M. de Meijer                        | KVP          | kabinet-Marijnen kabinet-Cals kabinet-Zijlstra                                                            | Sociale Zaken en Volksgezondheid                                                                |
| W. Meijer                                 | PvdA         | kabinet-Den Uyl                                                                                           | Cultuur, Recreatie en Maatschappelijk Werk                                                      |
| P.J.J. Mertens                            | KVP          | kabinet-Den Uyl                                                                                           | Sociale Zaken                                                                                   |
| J.A. Mommersteeg                          | KVP          | kabinet-Den Uyl                                                                                           | Defensie                                                                                        |
| H.C.W. Moorman                            | KVP          | kabinet-Drees-Van Schaik kabinet-Drees I kabinet-Drees II kabinet-Drees III kabinet-Beel II               | Marine Oorlog Marine                                                                            |
| P. Muntendam                              | PvdA         | kabinet-Drees-Van Schaik kabinet-Drees I kabinet-Drees II                                                 | Sociale Zaken Sociale Zaken en Volksgezondheid                                                  |
| T. Netelenbos                             | PvdA         | kabinet-Kok I                                                                                             | Onderwijs, Cultuur en Wetenschap(pen)                                                           |
| A. Nicolaï                                | VVD          | kabinet-Balkenende I kabinet-Balkenende II                                                                | Buitenlandse Zaken                                                                              |
| A.D.S.M. Nijs                             | VVD          | kabinet-Balkenende I kabinet-Balkenende II                                                                | Onderwijs, Cultuur en Wetenschap(pen)                                                           |
| J.N.J. Nobel                              | VVD          | kabinet-Schoof                                                                                            | Sociale Zaken en Werkgelegenheid                                                                |
| A. Nooteboom                              | CDA          | kabinet-Van Agt I                                                                                         | Financiën                                                                                       |
| A. Nuis                                   | D66          | kabinet-Kok I                                                                                             | Onderwijs, Cultuur en Wetenschap(pen)                                                           |
| B.J. Odink                                | LPF          | kabinet-Balkenende I                                                                                      | Landbouw, Natuurbeheer en Visserij                                                              |
| M. van Ooijen                             | CU           | kabinet-Rutte IV                                                                                          | Volksgezondheid, Welzijn en Sport                                                               |
| J.J.M. Oostenbrink                        | KVP          | kabinet-Biesheuvel I kabinet-Biesheuvel II                                                                | Economische Zaken                                                                               |
| M. Patijn                                 | VVD          | kabinet-Kok I                                                                                             | Buitenlandse Zaken                                                                              |
| M.L.J. Paul                               | VVD          | kabinet-Schoof                                                                                            | Onderwijs, Cultuur en Wetenschap                                                                |
| G.H.J.M. Peijnenburg                      | (partijloos) | kabinet-Cals kabinet-Zijlstra                                                                             | Defensie                                                                                        |
| K.L. Phoa                                 | LPF          | kabinet-Balkenende I                                                                                      | Sociale Zaken en Werkgelegenheid                                                                |
| A. Ploeg                                  | VVD          | kabinet-Lubbers I                                                                                         | Landbouw en Visserij                                                                            |
| F. van der Ploeg                          | PvdA         | kabinet-Kok II                                                                                            | Onderwijs, Cultuur en Wetenschap(pen)                                                           |
| H.J. van de Poel                          | KVP          | kabinet-De Jong                                                                                           | Cultuur, Recreatie en Maatschappelijk Werk                                                      |
| W. Polak                                  | PvdA         | kabinet-Den Uyl                                                                                           | Binnenlandse Zaken                                                                              |
| S.A. Posthumus                            | PvdA         | kabinet-Cals                                                                                              | Verkeer en Waterstaat                                                                           |
| J.P. van der Reijden                      | CDA          | kabinet-Lubbers I                                                                                         | Welzijn, Volksgezondheid en Cultuur                                                             |
| J.W. Remkes                               | VVD          | kabinet-Kok II                                                                                            | Volkshuisvesting, Ruimtelijke Ordening en Milieubeheer                                          |
| A.A. van Rhijn                            | PvdA         | kabinet-Drees-Van Schaik kabinet-Drees I kabinet-Drees II kabinet-Drees III                               | Sociale Zaken Sociale Zaken en Volksgezondheid                                                  |
| J.G. Rietkerk                             | VVD          | kabinet-Biesheuvel I kabinet-Biesheuvel II                                                                | Sociale Zaken                                                                                   |
| M.L.A. van Rij                            | CDA          | kabinet-Rutte IV                                                                                          | Financiën                                                                                       |
| M.J. van Rooijen                          | KVP          | kabinet-Den Uyl                                                                                           | Financiën                                                                                       |
| B. Roolvink                               | ARP          | kabinet-De Quay                                                                                           | Sociale Zaken en Volksgezondheid                                                                |
| Y.C.M.Th. van Rooy                        | CDA          | kabinet-Lubbers II kabinet-Lubbers III                                                                    | Economische Zaken                                                                               |
| C.I.J.M. Ross-van Dorp                    | CDA          | kabinet-Balkenende I kabinet-Balkenende II kabinet-Balkenende III                                         | Volksgezondheid, Welzijn en Sport                                                               |
| J.F. Rummenie                             | BBB          | kabinet-Schoof                                                                                            | Landbouw, Visserij, Voedselzekerheid en Natuur                                                  |
| M. Rutte                                  | VVD          | kabinet-Balkenende I kabinet-Balkenende II                                                                | Sociale Zaken en Werkgelegenheid Onderwijs, Cultuur en Wetenschap(pen)                          |
| M.J. van Rijn                             | PvdA         | kabinet-Rutte II                                                                                          | Volksgezondheid, Welzijn en Sport                                                               |
| J.L.N. Schaefer                           | PvdA         | kabinet-Den Uyl                                                                                           | Volkshuisvesting en Ruimtelijke Ordening                                                        |
| H. Schaper                                | (partijloos) | kabinet-Cals kabinet-Zijlstra                                                                             | Defensie                                                                                        |
| C.E. Schelfhout                           | KVP          | kabinet-Biesheuvel I kabinet-Biesheuvel II                                                                | Onderwijs en Wetenschappen                                                                      |
| M. Scheltema                              | D66          | kabinet-Van Agt II kabinet-Van Agt III                                                                    | Justitie                                                                                        |
| J.F. Scherpenhuizen                       | VVD          | kabinet-Lubbers I                                                                                         | Verkeer en Waterstaat                                                                           |
| W.K.N. Schmelzer                          | KVP          | kabinet-Drees III kabinet-Beel II kabinet-De Quay                                                         | Binnenlandse Zaken, Bezitsvorming en Publiekrechtelijke Bedrijfsorganisatie Algemene Zaken      |
| E.M.A. Schmitz                            | PvdA         | kabinet-Kok I                                                                                             | Justitie                                                                                        |
| W. Scholten                               | CHU          | kabinet-Biesheuvel I kabinet-Biesheuvel II                                                                | Financiën                                                                                       |
| Y. Scholten                               | CHU          | kabinet-De Quay                                                                                           | Onderwijs, Kunsten en Wetenschappen                                                             |
| M.H. Schultz van Haegen- Maas Geesteranus | VVD          | kabinet-Balkenende I kabinet-Balkenende II kabinet-Balkenende III                                         | Verkeer en Waterstaat                                                                           |
| Ch. Schwietert                            | VVD          | kabinet-Lubbers I                                                                                         | Defensie                                                                                        |
| H.J. Simons                               | PvdA         | kabinet-Lubbers III                                                                                       | Welzijn, Volksgezondheid en Cultuur                                                             |
| M. Snel                                   | D66          | kabinet-Rutte III                                                                                         | Financiën                                                                                       |
| L.J.M. van Son                            | KVP          | kabinet-Zijlstra kabinet-De Jong                                                                          | Economische Zaken                                                                               |
| A.P.J.M.M. van der Stee                   | KVP          | kabinet-Biesheuvel I kabinet-Biesheuvel II kabinet-Den Uyl                                                | Financiën                                                                                       |
| A. Stemerdink                             | PvdA         | kabinet-Den Uyl kabinet-Van Agt II                                                                        | Defensie                                                                                        |
| E.G. Stijkel                              | VVD          | kabinet-De Quay                                                                                           | Verkeer en Waterstaat                                                                           |
| M. van der Stoel                          | PvdA         | kabinet-Cals                                                                                              | Buitenlandse Zaken                                                                              |
| T.H.D. Struycken                          | NSC          | kabinet-Schoof                                                                                            | Justitie en Veiligheid                                                                          |
| G.C. Stubenrouch                          | KVP          | kabinet-De Quay                                                                                           | Onderwijs, Kunsten en Wetenschappen                                                             |
| A. van Stuijvenberg                       | DS'70        | kabinet-Biesheuvel I                                                                                      | Binnenlandse Zaken                                                                              |
| S.J. Stuiveling                           | PvdA         | kabinet-Van Agt II                                                                                        | Binnenlandse Zaken                                                                              |
| F.Z. Szabó                                | PVV          | kabinet-Schoof                                                                                            | Binnenlandse Zaken en Koninkrijksrelaties                                                       |
| F. Teeven                                 | VVD          | kabinet-Rutte I kabinet-Rutte II                                                                          | Justitie Veiligheid en Justitie                                                                 |
| E.G. Terpstra                             | VVD          | kabinet-Kok I                                                                                             | Volksgezondheid, Welzijn en Sport                                                               |
| F. Timmermans                             | PvdA         | kabinet-Balkenende IV                                                                                     | Buitenlandse Zaken                                                                              |
| D.K.J. Tommel                             | D66          | kabinet-Kok I                                                                                             | Volkshuisvesting, Ruimtelijke Ordening en Milieubeheer                                          |
| W. den Toom                               | VVD          | kabinet-Marijnen                                                                                          | Defensie                                                                                        |
| G.P. Tuinman                              | BBB          | kabinet-Schoof                                                                                            | Defensie                                                                                        |
| G. Uslu                                   | D66          | kabinet-Rutte IV                                                                                          | Onderwijs, Cultuur en Wetenschap                                                                |
| E. Veder-Smit                             | VVD          | kabinet-Van Agt I                                                                                         | Volksgezondheid en Milieuhygiëne                                                                |
| Ch. van Veen                              | CHU          | kabinet-De Jong                                                                                           | Binnenlandse Zaken                                                                              |
| M. van Veen                               | PvdA         | kabinet-Drees III                                                                                         | Oorlog                                                                                          |
| S. van Veenendaal-van Meggelen            | DS'70        | kabinet-Biesheuvel I                                                                                      | Cultuur, Recreatie en Maatschappelijk Werk                                                      |
| A. Veerman                                | ARP          | kabinet-Den Uyl                                                                                           | Onderwijs en Wetenschappen                                                                      |
| E. ter Veld                               | PvdA         | kabinet-Lubbers III                                                                                       | Sociale Zaken en Werkgelegenheid                                                                |
| R.J. in 't Veld                           | PvdA         | kabinet-Lubbers III                                                                                       | Onderwijs en Wetenschappen                                                                      |
| S. van Veldhoven                          | D66          | kabinet-Rutte III                                                                                         | Infrastructuur en Waterstaat                                                                    |
| M.L.L.E. Veldhuijzen van Zanten           | CDA          | kabinet-Rutte I                                                                                           | Volksgezondheid, Welzijn en Sport                                                               |
| G.M.J. Veldkamp                           | KVP          | kabinet-Drees II kabinet-Drees III kabinet-Beel II kabinet-De Quay                                        | Economische Zaken                                                                               |
| J.C. Verdaas                              | PvdA         | kabinet-Rutte II                                                                                          | Economische Zaken                                                                               |
| W.A.F.G. Vermeend                         | PvdA         | kabinet-Kok I kabinet-Kok II                                                                              | Financiën                                                                                       |
| A.E. Verstand-Bogaert                     | D66          | kabinet-Kok II                                                                                            | Sociale Zaken en Werkgelegenheid                                                                |
| J.A. Vijlbrief                            | D66          | kabinet-Rutte III kabinet-Rutte IV                                                                        | Financiën Economische Zaken en Klimaat                                                          |
| B. Visser                                 | VVD          | kabinet-Rutte III                                                                                         | Defensie                                                                                        |
| A.M. Vliegenthart                         | PvdA         | kabinet-Kok II                                                                                            | Volksgezondheid, Welzijn en Sport                                                               |
| A.G.M. van de Vondervoort                 | PvdA         | kabinet-Kok I                                                                                             | Binnenlandse Zaken                                                                              |
| H.J.L. Vonhoff                            | VVD          | kabinet-Biesheuvel I kabinet-Biesheuvel II                                                                | Cultuur, Recreatie en Maatschappelijk Werk                                                      |
| B.J.M. baron van Voorst tot Voorst        | CDA          | kabinet-Lubbers II kabinet-Lubbers III                                                                    | Buitenlandse Zaken Defensie                                                                     |
| A. de Vries                               | VVD          | kabinet-Rutte IV                                                                                          | Financiën                                                                                       |
| J.G. de Vries                             | CDA          | kabinet-Balkenende IV                                                                                     | Defensie                                                                                        |
| J.M. de Vries                             | VVD          | kabinet-Kok II                                                                                            | Verkeer en Waterstaat                                                                           |
| G.M. de Vries                             | VVD          | kabinet-Kok II                                                                                            | Binnenlandse Zaken en Koninkrijksrelaties                                                       |
| A. de Waal                                | KVP          | kabinet-Drees II kabinet-Drees III                                                                        | Onderwijs, Kunsten en Wetenschappen                                                             |
| J. Wallage                                | PvdA         | kabinet-Lubbers III                                                                                       | Onderwijs en Wetenschappen Sociale Zaken en Werkgelegenheid                                     |
| G.Ch. Wallis de Vries                     | VVD          | kabinet-Van Agt I                                                                                         | Cultuur, Recreatie en Maatschappelijk Werk                                                      |
| F.H.H. Weekers                            | VVD          | kabinet-Rutte I kabinet-Rutte II                                                                          | Financiën                                                                                       |
| Th.J. Westerhout                          | PvdA         | kabinet-Cals                                                                                              | Binnenlandse Zaken                                                                              |
| Th.E. Westerterp                          | KVP          | kabinet-Biesheuvel I kabinet-Biesheuvel II                                                                | Buitenlandse Zaken                                                                              |
| S.P.R.A. van Weyenberg                    | D66          | kabinet-Rutte III Kabinet-Rutte IV                                                                        | Infrastructuur en Waterstaat Onderwijs, Cultuur en Wetenschap                                   |
| E.D. Wiebes                               | VVD          | kabinet-Rutte II                                                                                          | Financiën                                                                                       |
| A.D. Wiersma                              | VVD          | kabinet-Rutte III                                                                                         | Sociale Zaken en Werkgelegenheid                                                                |
| K. Wiersma                                | VVD          | kabinet-De Jong                                                                                           | Justitie                                                                                        |
| J.G. Wijn                                 | CDA          | kabinet-Balkenende I kabinet-Balkenende II                                                                | Economische Zaken Financiën                                                                     |
| B. van 't Wout                            | VVD          | kabinet-Rutte III                                                                                         | Sociale Zaken en Werkgelegenheid                                                                |
| G. Ybema                                  | D66          | kabinet-Kok II                                                                                            | Economische Zaken                                                                               |
| D. Yeşilgöz-Zegerius                      | VVD          | kabinet-Rutte III                                                                                         | Economische Zaken en Klimaat                                                                    |
| H.J. Zeevalking                           | D66          | kabinet-Den Uyl                                                                                           | Justitie                                                                                        |
| P.H. van Zeil                             | CDA          | kabinet-Van Agt II kabinet-Van Agt III kabinet-Lubbers I                                                  | Economische Zaken Sociale Zaken en Werkgelegenheid Economische Zaken                            |
| H. Zijlstra                               | VVD          | kabinet-Rutte I                                                                                           | Onderwijs, Cultuur en Wetenschap                                                                |